# Pityohyphantes subarcticus
Pityohyphantes subarcticus là một loài nhện trong họ Linyphiidae.
Loài này thuộc chi Pityohyphantes. Pityohyphantes subarcticus được Ralph Vary Chamberlin & Wilton Ivie miêu tả năm 1943.